# Герб Кропивницького
Герб Кропивни́цького — офіційний символ адміністративного центру Кіровоградської області.
Сучасний герб Кропивницького був розроблений архітектором, членом Українського геральдичного товариства Віталієм Кривенком і затверджений рішенням Кіровоградської міської ради від 28 лютого 1996 року.

## Опис
Використовується у двох формах.
Малий герб Кропивницького являє собою заокруглений щит (наближений до форми т. зв. іспанського щита), вписаний у срібний декоративний картуш і увінчаний золотою міською короною у вигляді частини фортечної вежі з трьома зубцями. Щит розділений обернутим вилоподібним синім хрестом на три частини — перша і друга золоті, третя — червона. На хресті — золоте шестикутне укріплення, на якому — червоний вензель Святої Єлизавети.
Великий герб Кропивницького складається з малого герба міста зі щитотримачами обабіч — срібними лелеками з червоними дзьобами та лапами. Під щитом — золоте колосся та декоративна гілка, обвиті синьою стрічкою з девізом «З МИРОМ І ДОБРОМ», виконаним золотом.

Вид Фортеці св. Єлисавети з висоти пташиного польоту. Аерофотозйомка (1943?). Цей контур лежить в основі сучасного герба Кропивницького

Композиція як сучасного герба Кропивницького, так і його хоругви використовують елементи попередніх символів міста (див. нижче). Золотий колір символізує багатство та родючість навколишніх степів, а червоний є традиційним кольором запорізьких козаків, яким колись належали землі сучасної Кіровоградщини. Синій хрест символізує р. Інгул і дві її притоки: Сугоклію та Біянку, — в околиці злиття котрих була заснована попередниця міста — фортеця святої Єлисавети. Останню на гербі представляє контур укріплення, що в загальних рисах повторює реальну план-схему фортеці. Вензель святої Єлисавети навіяний монограмою російської імператриці Єлизавети Петрівни, формальної засновниці міста, що була зображена на гербі Єлисаветграда. Щитотримачі є алегоричними фігурами, які натякають на легендарну особу козака Степана Лелеки, засновника зимівника Лелеківки, який пізніше влився в межі міста і нині є одним із його найдавніших заселених районів. Міська корона — звичний елемент для сучасного герба українського міста.

## Попередні герби і їх проєкти

### Перший проєкт і печатка фортеці св. Єлисавети

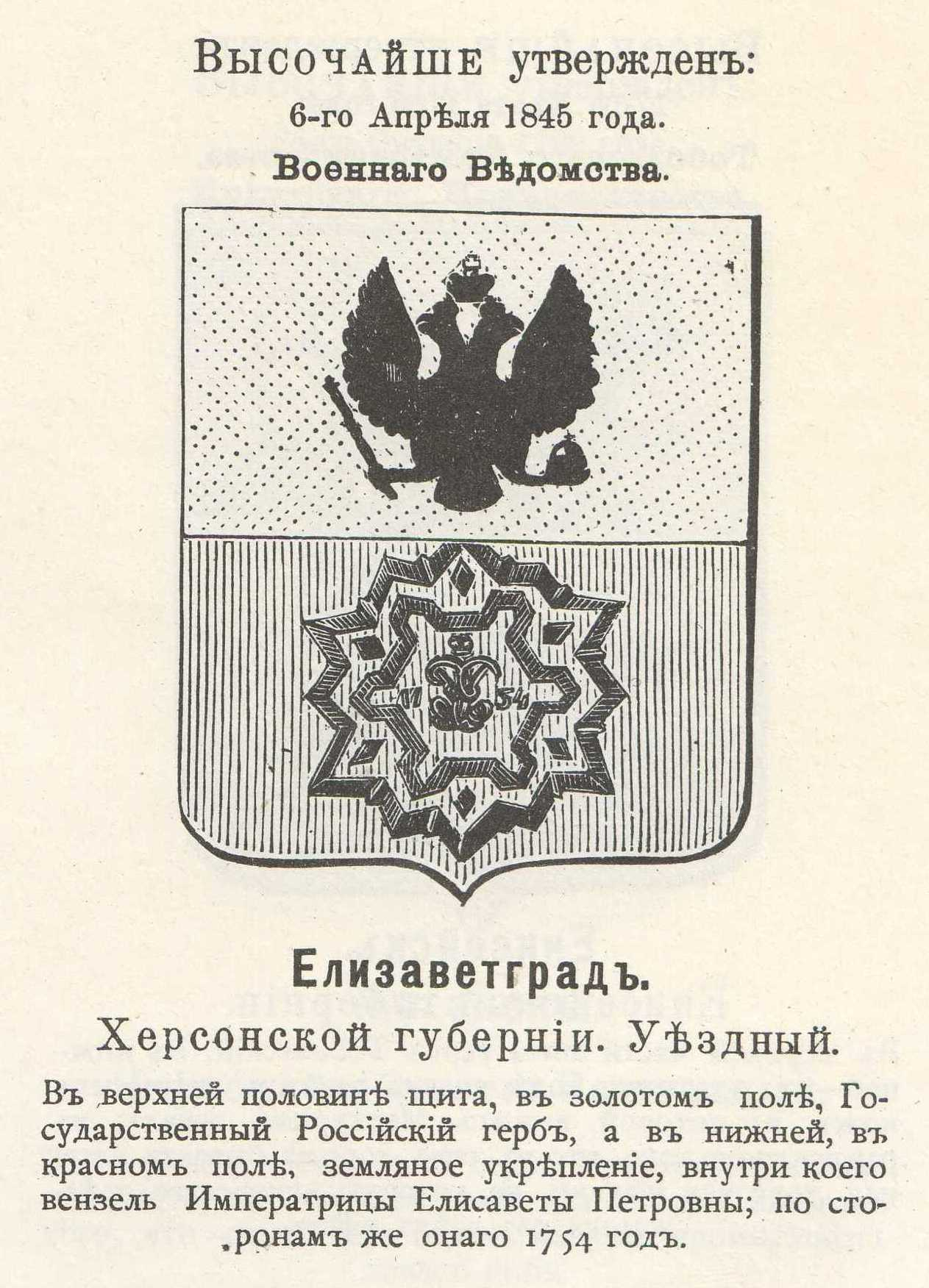
Герб Єлисаветграда 1845 року з описом з гербовника Вінклера.

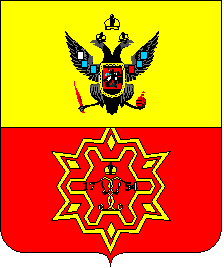
Герб Єлисаветграда від 1845 року

Відомості про перші символи населеного пункту, який пізніше став Кропивницьким, датуються роком видання імператорського указу про заснування фортеці святої Єлисавети. У травні 1752 року Правлячий Сенат звернувся до Герольдмейстерської контори з дорученням скласти герб вищезазначеного укріплення. Відповідь із профільної установи за підписами колезького радника Василя Адодурова (1709—1780) та Михайла (Єлевферія) Приклонського (1728—1794) надійшла 12 квітня 1755 року: «У лазуровому полі золоте вензелеве ім'я Ї. І. В. [Її Імператорської Величності] під золотою імператорською короною в середині щита […] А зображені в підошві [базі] щита дві на кшталт Андріївського Хреста складені, срібні шаблі із золотими руків'ями […] для розрізнення оного герба від інших подібних сьому городових гербів».
Проєкт не затвердили, але на вимогу коменданта Фортеці св. Єлисавети, бригадира (за іншими даними генерал-майора) Олексія Глєбова була виготовлена печатка із зображенням запропонованого герба і написом у каймі по периметру: «ПЕЧАТЬ КРѢПОСТИ СВЯТЫЯ ЕЛИСАВЕТЫ».
Фортецю Св. Єлисавети було побудовано біля південної межі Нової Сербії. Указ про створення на правому березі Інгулу фортеці підписаний імператрицею Єлисаветою 11 січня 1752 року. Проєкт затверджений 30 липня 1752 року. Вибір місця розташування обумовлений приблизно рівною відстанню від вже наявних тоді фортець — Архангельської (тепер — Новоархангельськ) на Синюсі та Мішуриноріжської на Дніпрі, що створювало оборонну лінію з трьох великих укріплень, проміжки між якими захищалися новосербськими шанцями та козацькими форпостами.
У 1755 році за дорученням Сенату в Герольдмейстерській конторі був створений герб для канцелярських потреб поселення фортеці Святої Єлисавети. Наявність герба у ті часи було переконливим свідоцтвом міського статусу населеного пункту. Отже, міський статус фортечного поселення отримувався одночасно з побудовою фортеці.
Фортеця складалася з утвореного земляними валами шестикутника бастіонних фронтів з шістьома равелінами поперед куртин. Вся фортифікаційна система оточувалася глибокими сухими ровами, вздовж зовнішнього периметру яких проходила фортечна дорога, прикрита шістьома гласисами. На березі Інгулу, для його оборони, в 175 сажнях від фортеці знаходився окремий горнверн — шанець Св. Сергія. Бастіони мали форму п'ятикутників, з відкритими на фортечний плац горжами. У бастіонів були подвійні фланки. Равеліни мали форму неправильних ромбів і були відкриті з тилу. У випадку захоплення ворогом це робило їх беззахисними з боку фортечного вогню. Всі верки (захисні споруди) були земляними. Головний вал був висотою 19 футів, товщиною — 18 футів, висота понижених фланків — 7,5 9 футів, висота равелінів — 16 футів, висота гласисів — 7 футів, глибина ровів — 18-21футів.
У фортеці було троє воріт, облаштованих сторожовими вежами та кордегардіями — Троїцькі (головні, тепер виїзд на Ново-Олексіївку), Пречистенські та Всіхсвятські. Бастіони фортеці названі іменами святих — Петра (перший від Троїцьких воріт за стрілкою годинника), далі послідовно — Олексія, Андрія Первозванного, Олександра Невського, Архістратига Михаїла та Катерини. Равеліни також мали святих покровителів — Анни (навпроти Троїцьких воріт), потім по колу — Наталії, Іоанна, Пресвятих Печерських, Миколая та Феодора.

### Герб Єлисаветграда
Єдиний чинний герб Єлисаветграда був затверджений імператорським указом від 6 (18) квітня 1845 року № 19383 разом із іншими гербами Військового відомства.
«У горішній половині [перетятого] щита у золотому полі Державний Російський герб [ознака військових поселень], а в долішній, у червоному полі земляне укріплення, всередині котрого вензель Імператриці Єлизавети Петрівни; обабіч же його 1754 рік.»
Залишався незмінним до 1919 року, після чого перестав використовуватись.

### Незатверджені проєкти

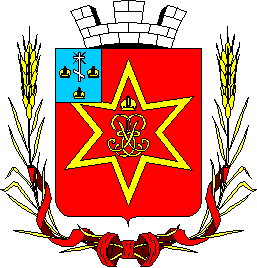
Проєкт герба Єлисаветграда Б. К. фон Кене

Герб Кіровограда радянського періоду

#### Проєкт Михайла Щербатова
У 1776 р. геральдист Михайло Щербатов (1733—1790) подав проєкт герба Єлизаветградського полку, «який названий за містом, а те герба не має».
«У зеленому полі на чорній землі вежа із зубцями срібна, чорним мурована, зі штандартом ім. Єлизавети, держак штандарта кольору натурального.»

#### Проєкт Бернгарда Кене
У 2-ій пол. XIX століття міська влада Єлисаветграда отримала пропозицію відомого реформатора у сфері російської геральдики, управляючого Гербовим відділенням при департаменті Бернгарда Карла (Бориса Карловича) фон Кене (1817—1886) розглянути новий проєкт міського герба.
«У червоному полі золота наскрізна шестипроменева зірка, у центрі якої вензель Єлизавети Петрівни. У вільній частині герба герб Херсонської губернії [до складу котрої на той час входило місто].» Щит був увінчаний срібною міською короною з трьома вежками та обрамований двома золотими колосками, оповитими Олександрівською стрічкою.
Проєкт не затвердили.

### Радянська емблема
Емблема Кіровограда радянського періоду (технічно вона гербом не була, оскільки суперечила більшості канонів геральдики) була затверджена Кіровоградською радою депутатів трудящих 4 січня 1969 р. Її автором виступив архітектор Л. Є. Растригін.
«У лазуровому щиті — золоте колосся і золота половина шестірні [символи сільського господарства та с/г машинобудування] на ньому. На шестірні чорна назва міста українською мовою. У перетятій червоним та лазуровим главі [повторення барв прапора УРСР] — срібне коло із золотим серпом та молотом. У зеленій базі — золота старовинна гармата з трьома ядрами [символ історичного минулого міста].»

## Різне

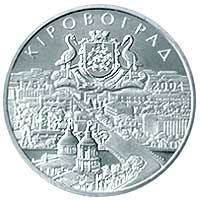
Герб міста на ювілейній монеті НБУ

- У різних фахових та популярних джерелах часто змішуються уявлення про вензель російської імператриці Єлизавети Петрівни та вензель святої Єлисавети. Насправді, останній спостерігається лише в сучасних символах міста. Всі попередні варіанти послуговувалися саме монограмою імператриці, про що свідчать описи в дореволюційних російських гербовниках.
- Сучасний герб Кропивницького послуговується трохи видозміненим варіантом іспанського геральдичного щита, всі попередні герби та їх проєкти використовували відмінний від нього французький геральдичний щит.
- 5 лютого 2025 року Український інститут національної пам'яті опублікував фаховий висновок в якому рекомендує Кропивницькій міській раді внести зміни до герба міста, зокрема вилучити вензель «СЄ» і зображення фортеці святої Єлисавети, оскільки ці елементи асоціюються з російською імперською політикою та підпадають під заборону згідно із Законом України про деколонізацію. [5]